# Hacklett
Hacklett, schottisch-gälisch: Haclait, ist eine kleine, ländliche Streusiedlung im Süden der schottischen Hebrideninsel Benbecula.

## Beschreibung
Die Ortschaft liegt nahe der Südküste Benbeculas auf einer kleinen Halbinsel zwischen dem South Ford und dem Loch Leiravagh. Die nächstgelegene Ortschaft ist der einen Kilometer westlich gelegene Weiler Creagorry. Balivanich, der Hauptort der Insel, befindet sich rund acht Kilometer nordwestlich. Die auch die kleinen Nachbarinseln Grimsay und Eilean na Cille anbindende B891 erschließt die Ortschaft. Sie geht bei Creagorry in der A865 auf, die dort über den South Ford Causeway nach South Uist geführt wird.
Südöstlich von Hacklett befindet sich eine Wüstung.